# Jaromír Čelakovský

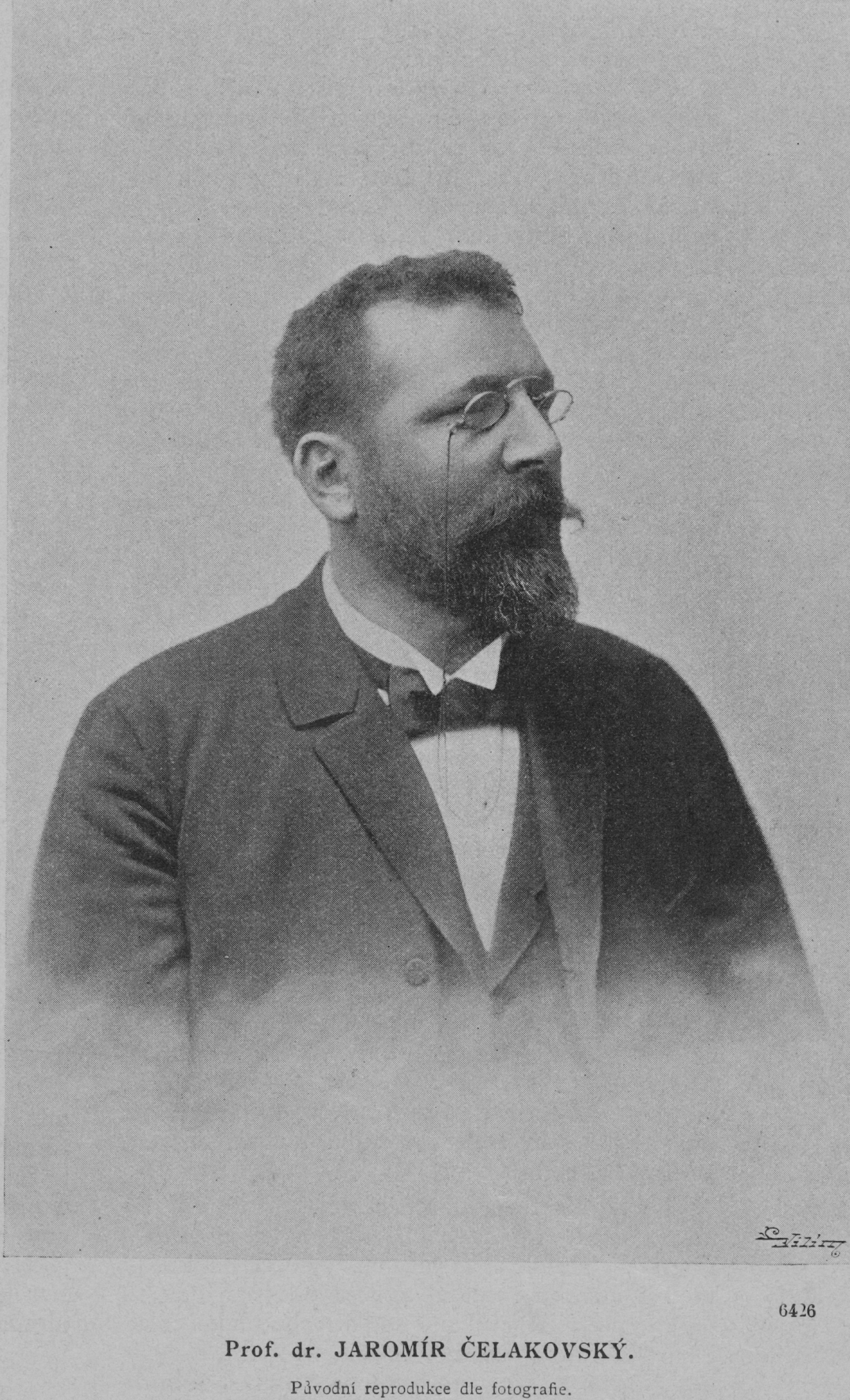
Jaromír Čelakovský (1895)

Jaromír Čelakovský (* 21. März 1846 in Breslau; † 16. Oktober 1914 in Prag) war ein tschechischer Rechtshistoriker und Archivar. Er war von 1911 bis 1912 Rektor der Karlsuniversität und seit 1878 mehrmals Abgeordneter des k.u.k. Reichsrates und Landtages.

## Leben
Čelakovský war der jüngste Sohn von František Ladislav Čelakovský und dessen Frau Antonie, geborene Reiß, wurde 1852 nach dem Tode seiner Eltern zum Vollwaisen und wuchs bei seinem Onkel Josef Frič auf. Er besuchte das Altstädter Gymnasium in Prag und nahm nach der Matura im Jahre 1865 ein vierjähriges Studium der Rechtswissenschaften auf. 1871 promovierte er zum Dr. iur. Anschließend war Čelakovský zunächst an Landeszivilgericht tätig und erhielt noch im selben Jahre als Nachfolger von Josef Emler, der nach dem Tode von Karel Jaromír Erben zum Ratsarchivar ernannt worden war, eine Anstellung als Adjunkt beim Archiv der Stadt Prag. Dabei konnte er sich unter anderem gegen seine Mitbewerber Josef Kalousek und August Sedláček durchsetzen. Im selben Jahre heiratete er. Während der Zeit im Prager Archiv betrieb Čelakovský umfangreiche rechtsgeschichtliche Studien und wirkte als Redakteur der Nationalzeitung.
1882 habilitierte er zum Thema Právo odúmrtní k statkům zpupným v Čechách (Heimfallrecht der Allodialgüter in Böhmen) und wurde 1886 zum außerordentlichen Professor an der rechtswissenschaftlichen Fakultät der böhmischen Karls-Universität ernannt. Daneben wirkte Čelakovský weiterhin am Prager Stadtarchiv und erhielt 1886 auf Initiative von Josef Emler die Amtsbezeichnung „Zweiter Stadtarchivar“ verliehen. Er vertrat ab 1892 den erkrankten Emler, und nachdem dieser 1896 seinen Dienst aus gesundheitlichen Gründen aufgeben musste, wurde Čelakovský zum Stadtarchivar von Prag. Zu seinem Adjunkten wurde sein späterer Nachfolger Josef Teige ernannt. 1906 wurde er nach 35-jähriger Tätigkeit am Prager Stadtarchiv mit dem Ehrentitel Archivdirektor pensioniert. Anschließend wirkte der an der Karls-Universität weiter. Čelakovský wurde zunächst zweimal zum Dekan gewählt und übte von 1911 bis 1912 das Amt des Rektors aus.
Čelakovský engagierte sich auch gesellschaftlich und politisch. Hierbei engagierte er sich für die Gleichberechtigung der Sprachen und die Verwendung der tschechischen Sprache als zugelassene Amtssprache in mehrsprachigen Regionen. Zwischen 1878 und 1890 vertrat er als Landtagsabgeordneter die ländlichen Gebiete der Bezirke Kuttenberg und Czaslau. Von 1879 bis 1881 war Čelakovský Mitglied des Reichsrates für die Bezirke Kutná Hora, Čáslav, Chotěboř und Uhlířské Janovice. 1895 wurde Čelakovský wiederum in den Landtag gewählt, diesmal als Abgeordneter der Städte Vysoké Mýto, Skuteč und Hlinsko. Dieses Mandat hatte er bis 1912 inne und gehörte während dieser Zeit dem Landesschulrat an. Zugleich gehörte Čelakovský von 1900 bis 1902 und von 1907 bis 1911 als Vertreter des jungtschechischen Böhmischen Klubs (Städte Slaný, Rakovník, Louny u.a) erneut dem Reichsrat an.

## Werke
- O postavení vyslaných královských měst na sněmích českých a spor měst Kutné Hory, Plzně a českých Budějovic o přednost místa a hlasu na sněmě. 1869
- Právo odúmrtné k zpupným statkům v Čechách, 1882
- Právo obce pražské k řece Vltavě, 1882
- Codex iuris municipalis - Sbírka pramenů práva městského království českého. Privilegia měst pražských, 1886
- Obecný schematismus královského hlavního města Prahy byl proměněn v Almanach královského hlavního města Prahy, 1898